# Pozal de Gallinas
Pozal de Gallinas – gmina w Hiszpanii, w prowincji Valladolid, w Kastylii i León, o powierzchni 35,1 km². W 2011 roku gmina liczyła 550 mieszkańców.